# Ngounié
Ngounié là một trong 9 tỉnh của Gabon. Tỉnh có diện tích 37.750 km². Tỉnh lỵ là Mouila.
Về phía đông nam, Ngounié giáp vùng Niari của Cộng hòa Congo. Ở trong nước, tỉnh này giáp các tỉnh sau:
- Nyanga - phía nam
- Ogooué-Maritime – phía tây
- Moyen-Ogooué - phía bắc
- Ogooué-Ivindo - phía đông bắc
- Ogooué-Lolo – phía đông

## Quận

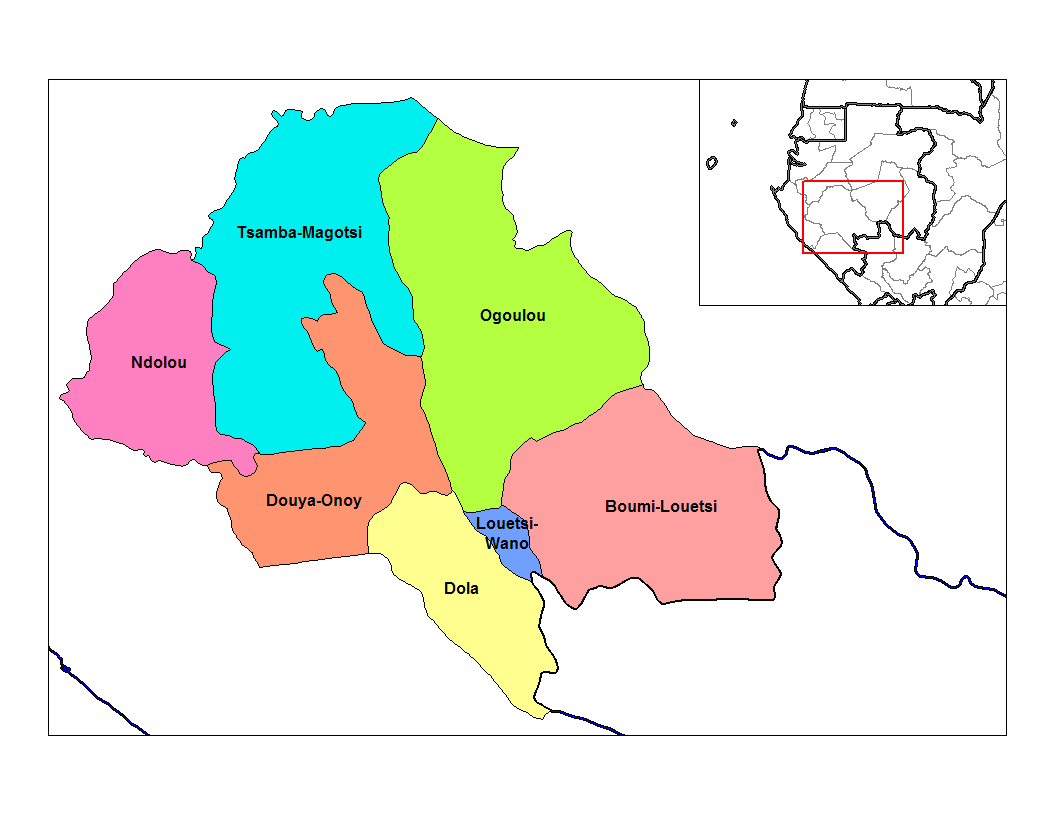
Department của Ngounié

Ngounié được chia thành 7 department:
- Boumi-Louetsi Department (Mbigou)
- Dola Department (Ndende)
- Douya-Onoy Department (Mouila)
- Louetsi-Wano Department (Lebamba)
- Ndolou Department (Mandji)
- Ogoulou Department (Mimongo)
- Tsamba-Magotsi Department (Fougamou)